# Morti nel 1887

## Gennaio(31)
- 1º gennaio - Giuseppe Poloni, fisico italiano (n. 1851)
- 2 gennaio - Opprandino Arrivabene, giornalista italiano (n. 1807)
- 4 gennaio - Sebastian Lee, violoncellista, compositore e insegnante tedesco (n. 1805)
- 4 gennaio - Maria Federica di Württemberg, nobile (n. 1816)
- 4 gennaio - Jean-François de Rolland de Villard-Sallet, nobile e generale italiano (n. 1805)
- 7 gennaio - Grégoire Coffinières de Nordeck, generale francese (n. 1811)
- 7 gennaio - James Langley Dalton, militare britannico
- 8 gennaio - Hermann von Alvensleben, generale prussiano (n. 1809)
- 12 gennaio - Gaspare Ordoño de Rosales, patriota italiano (n. 1802)
- 13 gennaio - Innocenzo Ferrieri, cardinale italiano (n. 1810)
- 13 gennaio - Giuseppe Pacchioni, patriota, incisore e scultore italiano (n. 1819)
- 14 gennaio - Friedrich von Amerling, pittore austriaco (n. 1803)
- 14 gennaio - Pietro Donders, missionario olandese (n. 1809)
- 14 gennaio - Abby Kelley Foster, attivista statunitense (n. 1811)
- 14 gennaio - Francesco Rospigliosi Pallavicini, nobile e politico italiano (n. 1828)
- 14 gennaio - Henry Brewster Stanton, avvocato, giornalista e politico statunitense (n. 1805)
- 16 gennaio - Francesco Bulgarini, storico, politico e mecenate italiano (n. 1801)
- 16 gennaio - William B. Hazen, generale statunitense (n. 1830)
- 16 gennaio - Ferdinando del Re, compositore italiano (n. 1839)
- 17 gennaio - Laurent-Charles Maréchal, pittore e vetraio francese (n. 1801)
- 19 gennaio - William Bagot, III barone Bagot, politico inglese (n. 1811)
- 19 gennaio - Semën Nadson, poeta russo (n. 1862)
- 19 gennaio - André Charles Victor Reille, generale francese (n. 1815)
- 21 gennaio - Pietro Paolo Trucchi, vescovo cattolico italiano (n. 1807)
- 22 gennaio - Fontes Pereira de Melo, politico portoghese (n. 1819)
- 22 gennaio - Joseph Whitworth, ingegnere e imprenditore inglese (n. 1803)
- 23 gennaio - Louis-Marie-Joseph-Eusèbe Caverot, cardinale e arcivescovo cattolico francese (n. 1806)
- 25 gennaio - Ottavio Andreucci, avvocato e bibliotecario italiano (n. 1800)
- 26 gennaio - Tommaso De Cristoforis, militare italiano (n. 1841)
- 26 gennaio - Otto Gottlieb Mohnike, medico e naturalista tedesco (n. 1814)
- 27 gennaio - Wilhelm Henzen, filologo e epigrafista tedesco (n. 1816)

## Febbraio(38)
- 2 febbraio - Bernardino Faustini, politico e patriota italiano (n. 1816)
- 2 febbraio - Francesco Magni, oculista e politico italiano (n. 1828)
- 2 febbraio - Luigi Sprega, scacchista italiano (n. 1829)
- 4 febbraio - Auguste Adolphe Marc Reynaud, naturalista e medico francese (n. 1804)
- 5 febbraio - Peder Balke, pittore norvegese (n. 1804)
- 7 febbraio - Charles Poplimont, romanziere e storico belga (n. 1821)
- 7 febbraio - Karl Schroeder, ginecologo tedesco (n. 1838)
- 8 febbraio - Francesco Anca, nobile, politico e paleontologo italiano (n. 1803)
- 8 febbraio - Carl Tomaselli il Vecchio, imprenditore austro-ungarico (n. 1809)
- 9 febbraio - Auguste Wolff, compositore e pianista francese (n. 1821)
- 10 febbraio - Napoléon Alexandre Berthier, politico francese (n. 1810)
- 10 febbraio - Charles FitzGerald, IV duca di Leinster, nobile e politico irlandese (n. 1819)
- 10 febbraio - Edgar Raoul-Duval, politico e magistrato francese (n. 1832)
- 10 febbraio - Ellen Wood, scrittrice britannica (n. 1814)
- 11 febbraio - François Laurent, giurista e storico belga (n. 1810)
- 11 febbraio - Pasquale Romanelli, scultore italiano (n. 1812)
- 11 febbraio - Ferdinand von Miller, scultore tedesco (n. 1813)
- 12 febbraio - Isabella Valency Crawford, poetessa canadese (n. 1850)
- 13 febbraio - Nicolas Adames, arcivescovo cattolico lussemburghese (n. 1813)
- 13 febbraio - Antoine Jacquemoud, politico francese (n. 1806)
- 14 febbraio - Giacomo Cattani, cardinale e arcivescovo cattolico italiano (n. 1823)
- 15 febbraio - Gioacchino IV di Costantinopoli, arcivescovo ortodosso ottomano (n. 1837)
- 16 febbraio - Luigi Revedin, politico italiano (n. 1807)
- 17 febbraio - Andrej Koša, patriota slovacco (n. 1800)
- 18 febbraio - Bartolomeo Galletti, patriota e militare italiano (n. 1812)
- 18 febbraio - Giulio Lepidi Chioti, medico, scienziato e mecenate italiano
- 19 febbraio - Multatuli, scrittore e aforista olandese (n. 1820)
- 22 febbraio - Paolo Massa, politico italiano (n. 1822)
- 22 febbraio - Atanas Uzunov, rivoluzionario e militare bulgaro (n. 1857)
- 23 febbraio - Caroline Emily Nevill, fotografa britannica (n. 1829)
- 24 febbraio - Bartolomeo Campana di Sarano, politico italiano (n. 1807)
- 25 febbraio - Augustin-Magloire Blanchet, missionario e vescovo cattolico canadese (n. 1797)
- 26 febbraio - Anandi Gopal Joshi, medico indiano (n. 1865)
- 27 febbraio - Aleksandr Porfir'evič Borodin, compositore e chimico russo (n. 1833)
- 27 febbraio - Robert Gardner, calciatore scozzese (n. 1847)
- 27 febbraio - Francesco Martire, politico italiano (n. 1826)
- 28 febbraio - Caterina Franceschi Ferrucci, scrittrice, poetessa e patriota italiana (n. 1803)
- 28 febbraio - Ludovico Jacobini, cardinale italiano (n. 1832)

## Marzo(31)
- 1º marzo - José Bernardo de Figueiredo, medico e diplomatico brasiliano (n. 1805)
- 1º marzo - George Goldie, architetto inglese (n. 1828)
- 1º marzo - Eugène Grangé, drammaturgo e cantautore francese (n. 1810)
- 1º marzo - Luigi Ranco, politico italiano (n. 1813)
- 2 marzo - Alfred von Gutschmid, orientalista e storico tedesco (n. 1835)
- 4 marzo - Pierre-Jean Beckx, gesuita belga (n. 1795)
- 4 marzo - Étienne de La Fléchère, politico francese (n. 1822)
- 5 marzo - Angelo Grossi, medico, rivoluzionario e politico italiano (n. 1808)
- 6 marzo - Andrea Sgarallino, militare italiano (n. 1819)
- 7 marzo - Carl Ferdinand von Arlt, oculista austriaco (n. 1812)
- 7 marzo - Leopoldo Valfrè di Bonzo, politico e militare italiano (n. 1808)
- 8 marzo - Henry Ward Beecher, politico statunitense (n. 1813)
- 8 marzo - Paul Féval padre, scrittore francese (n. 1816)
- 9 marzo - Carolyne zu Sayn-Wittgenstein, nobildonna polacca (n. 1819)
- 12 marzo - Arthur Mangin, scrittore e divulgatore scientifico francese (n. 1824)
- 12 marzo - Carlo Passaglia, teologo e presbitero italiano (n. 1812)
- 13 marzo - Jean-François Bettex, giudice e politico svizzero (n. 1816)
- 14 marzo - Gustave Guillaumet, pittore francese (n. 1840)
- 16 marzo - Johann Georg Nef, imprenditore e politico svizzero (n. 1809)
- 17 marzo - Franz Volkmar Fritzsche, filologo classico tedesco (n. 1806)
- 18 marzo - Fredrik Ferdinand Carlson, storico svedese (n. 1811)
- 19 marzo - Józef Ignacy Kraszewski, scrittore polacco (n. 1812)
- 20 marzo - Pavel Vasil'evič Annenkov, critico letterario e storico russo (n. 1812)
- 21 marzo - Filippo Campus Chessa, vescovo cattolico italiano (n. 1817)
- 22 marzo - Gioacchino Bellezza, militare italiano (n. 1801)
- 23 marzo - Leser Landshuth, rabbino tedesco (n. 1817)
- 23 marzo - Kalb Ali Khan Bahadur, principe indiano (n. 1832)
- 23 marzo - Julius Zacher, filologo e germanista tedesco (n. 1816)
- 27 marzo - Koloman Banšell, pastore protestante, poeta e scrittore slovacco (n. 1850)
- 28 marzo - Ditlev Gothard Monrad, politico e vescovo danese (n. 1811)
- 31 marzo - Francesco di Paola del Liechtenstein, principe e generale austriaco (n. 1802)

## Aprile(23)
- 3 aprile - Luigi Querena, pittore italiano (n. 1824)
- 4 aprile - Pietro Cipriani, politico e medico italiano (n. 1810)
- 5 aprile - Henri Dupin, librettista e drammaturgo francese (n. 1791)
- 6 aprile - Ivan Nikolaevič Kramskoj, pittore e critico d'arte russo (n. 1837)
- 7 aprile - Stanislas Limousin, farmacista e inventore francese (n. 1831)
- 10 aprile - Wilhelm Adolf Schmidt, storico tedesco (n. 1812)
- 12 aprile - Gottfried von Neureuther, architetto tedesco (n. 1811)
- 14 aprile - Johann von Dumoulin, generale austriaco (n. 1830)
- 15 aprile - Maurizio d'Alberti della Briga, politico e generale italiano (n. 1804)
- 17 aprile - James Wyld, cartografo e politico britannico (n. 1812)
- 19 aprile - Luigi Borsari, politico italiano (n. 1804)
- 19 aprile - Alexandre-Eugène Bouët, militare francese (n. 1833)
- 19 aprile - Alexander Mitchell, banchiere, imprenditore e politico statunitense (n. 1817)
- 19 aprile - William Pakenham, IV conte di Longford, politico irlandese (n. 1819)
- 20 aprile - Chiara Bosatta, religiosa e educatrice italiana (n. 1858)
- 20 aprile - Muhammad Sharif Pascià, politico egiziano (n. 1826)
- 22 aprile - Edoardo Tholosano, politico e ammiraglio italiano (n. 1808)
- 23 aprile - Raffaele Castorani, medico e patriota italiano (n. 1819)
- 27 aprile - Alfred von Reumont, diplomatico tedesco (n. 1808)
- 29 aprile - Giuseppe Tirelli, prefetto e politico italiano (n. 1813)
- 30 aprile - William Orville Ayres, medico, ittiologo e ornitologo statunitense (n. 1817)
- 30 aprile - Léon Athanase Gosselin, chirurgo francese (n. 1815)
- 30 aprile - Jacob Christian Jacobsen, imprenditore e filantropo danese (n. 1811)

## Maggio(34)
- 1º maggio - Filippo Cecchi, fisico, religioso e inventore italiano (n. 1822)
- 2 maggio - Bernhard Studer, geologo svizzero (n. 1794)
- 4 maggio - Ambrogio Borghi, scultore italiano (n. 1848)
- 4 maggio - Vincenzo Saccà, patriota e funzionario italiano (n. 1825)
- 5 maggio - Germano Malinverni, politico italiano (n. 1802)
- 6 maggio - Giacomo Margotti, presbitero, giornalista e teologo italiano (n. 1823)
- 6 maggio - Costanza Troiani, religiosa italiana (n. 1813)
- 7 maggio - Johan Erhard Areschoug, botanico svedese (n. 1811)
- 7 maggio - Samuel Cousins, incisore inglese (n. 1801)
- 8 maggio - Lorenzo Batlle, politico uruguaiano (n. 1810)
- 8 maggio - Thomas Stevenson, ingegnere britannico (n. 1818)
- 8 maggio - Johannes von Kuhn, presbitero e teologo tedesco (n. 1806)
- 10 maggio - Francesco Gamba, pittore italiano (n. 1818)
- 11 maggio - Jean Baptiste Boussingault, chimico e agronomo francese (n. 1802)
- 12 maggio - Francesco Malipiero, compositore italiano (n. 1824)
- 13 maggio - Carl Friedländer, patologo e microbiologo tedesco (n. 1847)
- 14 maggio - Hippolyte Bayard, fotografo francese (n. 1801)
- 14 maggio - Lysander Spooner, filosofo, anarchico e giurista statunitense (n. 1808)
- 18 maggio - Francisque Michel, filologo francese (n. 1809)
- 18 maggio - William Smith, politico e avvocato statunitense (n. 1797)
- 18 maggio - Alfred Vulpian, neurologo e fisiologo francese (n. 1826)
- 19 maggio - Otto Stobbe, giurista tedesco (n. 1831)
- 20 maggio - Alexander Ecker, antropologo e anatomista tedesco (n. 1816)
- 20 maggio - Aleksandr Il'ič Ul'janov, rivoluzionario russo (n. 1866)
- 21 maggio - Horace Jones, architetto inglese (n. 1819)
- 22 maggio - John Aloysius Blake, politico irlandese (n. 1826)
- 22 maggio - Honoré Jacquinot, chirurgo e zoologo francese (n. 1815)
- 23 maggio - Eugène Benoist, filologo classico e latinista francese (n. 1831)
- 23 maggio - Gaetano Fraschini, tenore italiano (n. 1816)
- 26 maggio - Pietro Saulini Patrizi, vescovo cattolico italiano (n. 1825)
- 27 maggio - Caspar Maximilian Droste zu Vischering-Padberg, politico tedesco (n. 1808)
- 27 maggio - Giuseppe Mazzacorati, politico italiano (n. 1803)
- 27 maggio - Coenraad Johannes van Houten, chimico e imprenditore olandese (n. 1801)
- 30 maggio - Giuseppe Elia, imprenditore e politico italiano (n. 1821)

## Giugno(20)
- 1º giugno - Ike Clanton, pistolero statunitense (n. 1847)
- 4 giugno - William Wheeler, politico statunitense (n. 1819)
- 5 giugno - Hans von Marées, pittore tedesco (n. 1837)
- 10 giugno - Eugène Stanislas Alexandre Bléry, incisore e disegnatore francese (n. 1805)
- 12 giugno - Angelo Bersani-Dossena, vescovo cattolico italiano (n. 1835)
- 12 giugno - Giacomo Favretto, pittore italiano (n. 1849)
- 13 giugno - Luigi Vassalli, egittologo e patriota italiano (n. 1812)
- 16 giugno - José Rufino Echenique, politico peruviano (n. 1808)
- 17 giugno - Antonio de Reali, politico italiano (n. 1834)
- 22 giugno - E. Marlitt, scrittrice tedesca (n. 1825)
- 22 giugno - Albert Kazimirski de Biberstein, orientalista francese (n. 1808)
- 22 giugno - William Millton, rugbista a 15, crickettista e dirigente sportivo neozelandese (n. 1858)
- 24 giugno - Eduard Baltzer, religioso, teologo e scrittore tedesco (n. 1814)
- 25 giugno - Enrico Cimbali, giurista italiano (n. 1855)
- 25 giugno - Filippo Filippi, critico musicale e compositore italiano (n. 1830)
- 25 giugno - James Speed, politico e avvocato statunitense (n. 1812)
- 29 giugno - Gennaro De Filippo, avvocato, magistrato e politico italiano (n. 1816)
- 29 giugno - Raffaele Molin, naturalista, fisiologo e zoologo italiano (n. 1825)
- 30 giugno - Filippo Abignente, politico italiano (n. 1814)
- 30 giugno - Giulio Acquaviva, nobile e politico italiano (n. 1849)

## Luglio(21)
- 3 luglio - Clay Allison, allevatore e pistolero statunitense (n. 1841)
- 3 luglio - Carol Szathmari, pittore, litografo e fotografo ungherese (n. 1812)
- 4 luglio - Félix Le Couppey, pianista e compositore francese (n. 1811)
- 5 luglio - August Pott, linguista tedesco (n. 1802)
- 5 luglio - Jean-François Tielemans, politico belga (n. 1799)
- 8 luglio - Alceste De Lollis, educatore e letterato italiano (n. 1820)
- 8 luglio - Ashley Eden, diplomatico britannico (n. 1831)
- 10 luglio - Adolfo Matarelli, disegnatore e litografo italiano (n. 1832)
- 13 luglio - Elme Marie Caro, filosofo francese (n. 1826)
- 16 luglio - Eugen Gerometta, presbitero e linguista slovacco (n. 1819)
- 17 luglio - Dorothea Dix, attivista statunitense (n. 1802)
- 17 luglio - Nicaise de Keyser, pittore belga (n. 1813)
- 18 luglio - Robert Mercer Taliaferro Hunter, politico statunitense (n. 1809)
- 19 luglio - Giuseppe Campori, letterato, politico e storico dell'arte italiano (n. 1821)
- 23 luglio - Louis Mérante, danzatore e coreografo francese (n. 1828)
- 24 luglio - Adriano Mari, politico italiano (n. 1813)
- 25 luglio - Cesare Braico, patriota, medico e politico italiano (n. 1816)
- 25 luglio - Henry Mayhew, giornalista britannico (n. 1812)
- 25 luglio - John Taylor, pastore protestante inglese (n. 1808)
- 28 luglio - Ernst Ludwig von Leutsch, filologo classico tedesco (n. 1808)
- 29 luglio - Agostino Depretis, politico italiano (n. 1813)

## Agosto(22)
- 1º agosto - Michail Nikiforovič Katkov, giornalista russo (n. 1818)
- 2 agosto - Alessandro La Volpe, pittore italiano (n. 1820)
- 7 agosto - Giovanni Battista Alessio Tommasi, vescovo cattolico italiano (n. 1823)
- 9 agosto - Giacomo Bove, ufficiale e esploratore italiano (n. 1852)
- 9 agosto - Carlo Gargiolli, filologo italiano (n. 1840)
- 9 agosto - Vincenzo Riccardi di Lantosca, poeta italiano (n. 1829)
- 10 agosto - Arnold Morel-Fatio, storico e numismatico svizzero (n. 1813)
- 12 agosto - Otto Leberecht Lesser, astronomo tedesco (n. 1830)
- 13 agosto - Jules Pasdeloup, direttore d'orchestra francese (n. 1819)
- 15 agosto - Caterina Percoto, scrittrice e poetessa italiana (n. 1812)
- 15 agosto - Louis-Gaston de Sonis, generale francese (n. 1825)
- 16 agosto - Julius von Haast, geologo tedesco (n. 1822)
- 17 agosto - Ulisse Bandera, politico italiano (n. 1813)
- 18 agosto - Vincenz Franz Kosteletzky, medico e botanico boemo (n. 1801)
- 18 agosto - Caterina Melzi d'Eril, nobile italiana (n. 1824)
- 19 agosto - Spencer Fullerton Baird, ornitologo statunitense (n. 1823)
- 19 agosto - Alvan Clark, astronomo e pittore statunitense (n. 1804)
- 20 agosto - Jules Laforgue, poeta francese (n. 1860)
- 23 agosto - Sarah Yorke Jackson, politica statunitense (n. 1805)
- 25 agosto - Enrico Franchini, militare italiano (n. 1823)
- 25 agosto - Giovanni Gozzadini, storico, archeologo e politico italiano (n. 1810)
- 31 agosto - Enrico Pranzini, criminale francese (n. 1856)

## Settembre(28)
- 1º settembre - Antonio Cappelli, storico italiano (n. 1818)
- 3 settembre - Timotei Cipariu, glottologo, filologo e teologo rumeno (n. 1805)
- 5 settembre - Francesco Glisenti, imprenditore, politico e patriota italiano (n. 1822)
- 6 settembre - Charles Ferdinand Gambon, avvocato e politico francese (n. 1820)
- 9 settembre - Augusto Bertaldi, generale italiano (n. 1810)
- 9 settembre - Filippo Evola, presbitero, medico e letterato italiano (n. 1812)
- 9 settembre - Giuseppe Tavolotti, politico italiano (n. 1820)
- 11 settembre - Christian Peter Wilhelm Stolle, pittore tedesco (n. 1810)
- 12 settembre - Washington Bartlett, politico statunitense (n. 1824)
- 12 settembre - August von Werder, generale prussiano (n. 1808)
- 13 settembre - Felice Matteucci, ingegnere e inventore italiano (n. 1808)
- 13 settembre - Heinrich Voelter, inventore tedesco (n. 1817)
- 13 settembre - Alois von Brinz, giurista e politico tedesco (n. 1820)
- 14 settembre - Anna Brassey, viaggiatrice e scrittrice inglese (n. 1839)
- 14 settembre - Rosario Currò, mercante e filantropo italiano (n. 1813)
- 14 settembre - Anna Jaclard, giornalista e attivista russa (n. 1843)
- 14 settembre - Friedrich Theodor Vischer, filosofo e poeta tedesco (n. 1807)
- 16 settembre - Bonaventura Cipriani, patriota italiano (n. 1826)
- 16 settembre - Silvia Pisacane, politica italiana (n. 1852)
- 18 settembre - Gaetano Cantoni, agronomo e politico italiano (n. 1815)
- 18 settembre - Robert Caspary, naturalista e zoologo tedesco (n. 1818)
- 19 settembre - Marziano Ciotti, patriota italiano (n. 1839)
- 20 settembre - Ahmad Faris al-Shidyaq, scrittore e giornalista libanese
- 21 settembre - Otway Woodhouse, tennista britannico (n. 1855)
- 22 settembre - Thomas Wilkinson, militare britannico (n. 1831)
- 25 settembre - Gaetano Pini, medico, igienista e educatore italiano (n. 1846)
- 29 settembre - Natal'ja Aleksandrovna Armfel'dt, rivoluzionaria russa (n. 1850)
- 29 settembre - Bernhard von Langenbeck, chirurgo tedesco (n. 1810)

## Ottobre(19)
- 2 ottobre - Domenico Bartolini, cardinale e storico italiano (n. 1813)
- 9 ottobre - Maurice Strakosch, pianista e impresario teatrale statunitense (n. 1825)
- 11 ottobre - Paulos Lampros, numismatico greco (n. 1820)
- 11 ottobre - Maria Soledad Torres Acosta, religiosa e infermiera spagnola (n. 1826)
- 11 ottobre - Giuseppe Triolo, patriota e nobile italiano (n. 1816)
- 12 ottobre - Dinah Craik, scrittrice e poetessa inglese (n. 1826)
- 17 ottobre - Gustav Robert Kirchhoff, fisico e matematico tedesco (n. 1824)
- 17 ottobre - Manuel Lopez de Azcutia, giurista e scrittore spagnolo (n. 1815)
- 18 ottobre - Alfred-Auguste Cuvillier-Fleury, storico e critico letterario francese (n. 1802)
- 18 ottobre - Matteo Salvi, compositore e regista teatrale italiano (n. 1816)
- 20 ottobre - Alexander Beresford Hope, politico britannico (n. 1820)
- 21 ottobre - Giulio Carlini, pittore e fotografo italiano (n. 1826)
- 21 ottobre - Jean-Bernard Jauréguiberry, militare e politico francese (n. 1815)
- 22 ottobre - Francisco de Albear, ingegnere cubano (n. 1816)
- 23 ottobre - Robert Walter Stewart, pastore protestante scozzese (n. 1812)
- 23 ottobre - Elihu B. Washburne, politico statunitense (n. 1816)
- 28 ottobre - Bénita Anguinet, illusionista francese (n. 1819)
- 28 ottobre - Karl Goedeke, germanista, scrittore e giornalista tedesco (n. 1814)
- 31 ottobre - George Alexander Macfarren, compositore e insegnante inglese (n. 1813)

## Novembre(30)
- 2 novembre - Alfred Domett, poeta e politico neozelandese (n. 1811)
- 2 novembre - Jenny Lind, soprano svedese (n. 1820)
- 2 novembre - Antonio Pellegrini, cardinale italiano (n. 1812)
- 4 novembre - Pietro Boschi, avvocato, prefetto e politico italiano (n. 1811)
- 6 novembre - Eugène Pottier, poeta e rivoluzionario francese (n. 1816)
- 7 novembre - Michail Fëdorovič Gračevskij, rivoluzionario russo (n. 1849)
- 8 novembre - Doc Holliday, pistolero statunitense (n. 1851)
- 8 novembre - Henri Roussel de Courcy, militare francese (n. 1827)
- 10 novembre - Bernardino Giannuzzi-Savelli, magistrato e politico italiano (n. 1822)
- 10 novembre - August Reifferscheid, archeologo e filologo classico tedesco (n. 1835)
- 11 novembre - August Spies, anarchico statunitense (n. 1855)
- 12 novembre - Mikolaj Habdank Kruszewski, linguista polacco (n. 1851)
- 13 novembre - Hans Schjellerup, astronomo danese (n. 1827)
- 14 novembre - Luigi Torelli, politico italiano (n. 1810)
- 14 novembre - Albin von Vetsera, diplomatico e nobile ungherese (n. 1825)
- 15 novembre - Hermann Dahlen von Orlaburg, militare e politico austriaco (n. 1828)
- 16 novembre - Adolphe Le Flô, generale e politico francese (n. 1804)
- 16 novembre - Fran Levstik, scrittore sloveno (n. 1831)
- 17 novembre - Andreas Räß, vescovo cattolico tedesco (n. 1794)
- 18 novembre - Gustav Theodor Fechner, psicologo e statistico tedesco (n. 1801)
- 18 novembre - Eduard Marxsen, pianista e compositore tedesco (n. 1806)
- 18 novembre - Heinrich Panofka, compositore, violinista e docente tedesco (n. 1807)
- 18 novembre - Giovanni Carlo di Borbone-Spagna, spagnolo (n. 1822)
- 19 novembre - Emma Lazarus, poetessa statunitense (n. 1849)
- 20 novembre - Louis Gallait, pittore belga (n. 1810)
- 25 novembre - Johann Jakob Bachofen, giurista, storico e antropologo svizzero (n. 1815)
- 25 novembre - John Ramsay, XIII conte di Dalhousie, nobile, ufficiale e politico scozzese (n. 1847)
- 27 novembre - Marianna Barbieri-Nini, soprano italiano (n. 1818)
- 29 novembre - Ferrante Ferri Pasolini, magistrato e politico italiano (n. 1812)
- 30 novembre - Antonio Losio, politico e militare italiano (n. 1824)

## Dicembre(26)
- 1º dicembre - Emilio Ferrero, politico e generale italiano (n. 1819)
- 2 dicembre - Robert Scott, grecista inglese (n. 1811)
- 3 dicembre - Daniel McGettigan, arcivescovo cattolico irlandese (n. 1815)
- 4 dicembre - Luciano Banchi, politico e archivista italiano (n. 1837)
- 6 dicembre - Heinrich Ernst Schirmer, architetto tedesco (n. 1814)
- 7 dicembre - Emanuele Barba, filosofo e medico italiano (n. 1819)
- 7 dicembre - Tito Giuseppe Viazzi, militare italiano (n. 1816)
- 8 dicembre - Miska Hauser, compositore e violinista austriaco (n. 1822)
- 8 dicembre - Giovanni Battista Tuveri, filosofo, scrittore e politico italiano (n. 1815)
- 8 dicembre - Bonifacio Wimmer, monaco cristiano e missionario tedesco (n. 1809)
- 9 dicembre - Isaac Smith Kalloch, politico statunitense (n. 1832)
- 14 dicembre - Antonio Maria Ayala, missionario italiano (n. 1818)
- 16 dicembre - Carlo Ercole Bosoni, compositore e direttore d'orchestra italiano (n. 1826)
- 17 dicembre - Giovanni Battista Amendola, scultore italiano (n. 1848)
- 17 dicembre - Pier Eleonoro Negri, ufficiale italiano (n. 1818)
- 18 dicembre - Enrico Cordero di Montezemolo, politico italiano (n. 1811)
- 19 dicembre - François Bonvin, pittore francese (n. 1817)
- 20 dicembre - Giuseppe Castellazzi, architetto, ingegnere e restauratore italiano (n. 1834)
- 20 dicembre - Alphonse Dugenne, militare francese (n. 1841)
- 20 dicembre - Lorenzo Ilarione Randi, cardinale italiano (n. 1818)
- 22 dicembre - Ferdinand Vandeveer Hayden, geologo statunitense (n. 1829)
- 22 dicembre - James Weir, calciatore scozzese (n. 1851)
- 23 dicembre - Giuseppe Fancelli, tenore italiano (n. 1833)
- 26 dicembre - Trailanga, mistico indiano
- 27 dicembre - Frederik Hegel, editore, letterato e tipografo danese (n. 1817)
- 31 dicembre - Giuseppe Pica, avvocato e politico italiano (n. 1813)

## Senza giorno specificato(36)
- Giovanni Albertoni, scultore italiano (n. 1806)
- Federico Alborghetti, patriota italiano (n. 1825)
- Giuseppe Allegri, fotografo italiano (n. 1814)
- Suzanne Brohan, attrice teatrale francese (n. 1807)
- Pietro Carrera, architetto, ingegnere e imprenditore italiano (n. 1835)
- Luigi Ceccarini, militare e patriota italiano (n. 1819)
- William Cotton, inventore inglese (n. 1817)
- Heinrich Fehr, ingegnere e agronomo svizzero (n. 1831)
- Luigi Matteo Fischetti, compositore e pianista italiano (n. 1830)
- Meïr Aron Goldschmidt, scrittore danese (n. 1818)
- Sokher Goldstein, cantante e attore teatrale ucraino (n. 1859)
- Israel Grodner, attore teatrale lituano (n. 1848)
- Manuel María Gutiérrez, flautista e compositore costaricano (n. 1829)
- Pierre Henri Hugoniot, ingegnere francese (n. 1851)
- Giuseppe Inzenga, botanico, agronomo e micologo italiano (n. 1815)
- Bernard Janeček, militare ceco (n. 1814)
- Karl Langer, zoologo austriaco (n. 1819)
- Robert Leckie, calciatore scozzese (n. 1846)
- Jean Pierre Meille, pastore protestante italiano (n. 1817)
- José María Montealegre, politico costaricano (n. 1815)
- Adolphus Warburton Moore, alpinista e funzionario inglese (n. 1841)
- Nakayama Miki, religiosa giapponese (n. 1798)
- Tommaso Pace, storico, patriota e grecista italiano (n. 1807)
- Luigi Paris, politico italiano (n. 1830)
- Constantin Pecqueur, economista francese (n. 1801)
- Giacomo Pera, politico italiano (n. 1814)
- Carlo Piacenza, pittore italiano (n. 1814)
- Mary Anne Rawson, attivista britannica (n. 1801)
- Philippe Rousseau, pittore francese (n. 1816)
- Germano Sassaroli, patriota, educatore e poeta italiano (n. 1814)
- Vincenzo Sorce Malaspina, filantropo italiano (n. 1806)
- Skarlatos Soutzos, generale, politico e nobile greco (n. 1806)
- Adolf Friedrich Stenzler, orientalista tedesco (n. 1807)
- Marco Vegezzi, inventore italiano (n. 1835)
- Francesco Zambrini, italianista italiano (n. 1810)
- Michele Zampaglione, magistrato e nobile italiano (n. 1802)